# Straight Point
Straight Point är en udde i Storbritannien.   Den ligger i riksdelen England, i den södra delen av landet, 250 km väster om huvudstaden London.
Terrängen inåt land är platt. Havet är nära Straight Point åt sydost.  Närmaste större samhälle är Exeter, 17,8 km nordväst om Straight Point. 